# Хмелёвец, Люциан
Люциан Хмелёвец (бел. Люцыян Хмялёвец; 12 мая 1914, Минск, Российская империя — 3 июня 2004) — священник римско-католической церкви, Генеральный викарий Минско-Могилёвской архидиоцезии, заместитель кардинала, прелат, капеллан Его Святейшества Папы Римского.

## Биография
Родители Люциана были жителями г. Келецк. В семье было 7 детей.
Начальное образование получил в Матеевичах, где сестра работала учительницей. Затем поехал к своей матери Валерии в Белосток.
В 1933 году окончил Белостокскую гимназию.
В 1933 — 1939 гг. — учился в Виленской высшей духовной семинарии и на теологическом факультете Виленского университета Стефана Батория.
В 1939 году направлен епископом Яблжиковским в качестве настоятеля прихода в Волколату.
С 1 апреля 1940 года — настоятель прихода костела Вознесения Девы Марии в д. Константиново Свирского сельсовета Вилейской области (сейчас — Мядельский район, Минская область).
Во время Великой Отечественной войны Ксендз Люциан Хмелёвец спас от расстрела 16 советских активистов, арестованных по доносу. Это были бывшие депутаты, руководители учреждений, работники Свирского райисполкома, подпольщики и евреи. 4 июля 1941 года священник подписал с немецким комендантом в Свири договор о своей персональной ответственности за указанных лиц. В результате этого договора от расстрела были спасены Болеслав Карманский, Иосиф Карманский, Вацлав Вербицкий, Адольф Хорошей, Юстин Позныш, Адольф Новошинский и четыре еврея — Афрей Израилевич, Мирон Мордохович, Лойка Свирский и Сайка Свирская. Семерых узников немцы успели отправить в Лынтупы. Тогда Люциан Хмелевец взял свидетелей (председателя костельного комитета Антона Лукашевича и костельного эконома Неверовского) и отправился на выручку пленников. Удалось спасти только шестерых — Антона Драневича, Ивана Драневича, Михаила Синкевича, Виктора Левицкого, Стаса Григоровича и Антона Жебровского. Марьяна Палейку немцы расстреляли в лынтупском лесу.
Когда немецкие оккупационные власти создали пересылочный лагерь для отправки населения в Германию. В донесении советской разведки отмечалось следующее: «захваченное во время экспедиции население согнали во временные концлагеря города Поставы, Свенцян, местечка Константиново и другие. В местечках Годутишки, Константиново, города Свенцяны гитлеровцы организовали торговлю людьми — продавали по 3-5 марок за захваченного во время экспедиции ребёнка. Священник Константиновского прихода спас жизнь 50-ти детям, выкупив их у немецких торговцами рабами и их холуев». По свидетельству Марии Бекеш из Старой Деревни, которая была экономкой ксендза, Люциан Хмелёвец выкупил 70 детей и вернул их родителям.
3 февраля 1960 года умер свирский декан ксендз Казимир Шилейко. Люциан Хмелёвец стал приезжать в Свирь раз в месяц для совершения службы.
18 февраля 1961 года он провел в Свири последнюю поминальную мессу, после чего ему было запрещено посещать свирский костел Святого Николая.
4 марта 1961 года католический храм в Свири был закрыт по решению советских властей. Сам Хмелёвец попал под гонения и вынужден был переехать на новое место службы.
С 23 октября 1963 года являлся настоятелем костела в д. Деревная Столбцовского района.
В 1979 году умер ксендз Петр Пупин, который служил в костеле в Ракове. Несмотря на слабое здоровье, Люциан Хмелёвец два раза в неделю приезжал в Раков и проводил Святую Мессу для местных жителей.
Похоронен ксендз Хмелёвец, согласно своей воле, возле Константиновского костела рядом с могилой матери Валерии.

## Награды
В 1989 году, по случаю 50-летнего юбилея принятия сана священника, Л. Хмелёвец получил от Иоанна Павла II достоинство Генерального викария Минско-Могилёвской архидиоцезии, заместителя кардинала и права епископа.
23 февраля 1990 года Люциан Хмелёвец из Минско-Могилёвской архиепархии был удостоен звания капеллана Его Святейшества Папы.